# Ornans
Ornans er en fransk by og kommune i Doubs-departementet i Franche-Comté-regionen i det østlige Frankrig.
Ornans er kendt for at være fødested for den franske maler Gustave Courbet (1819 – 1877). Et af Courbets mest berømte malerier, Begravelse i Ornans, er ligeledes en gengivelse af en begivenhed i Ornans – hans grandonkels begravelse i september 1848.
Matematikeren og instrumentbyggeren Pierre Vernier (1580-1637) er fra samme lille by.
47°06′19″N 6°08′35″Ø / 47.1053°N 6.1431°Ø